# 鴨ヶ嶽城
鴨ヶ嶽城（かもがたけじょう）は、長野県中野市にあった日本の城。

## 概要
高梨政盛が平時に居住する高梨氏館と共に築城したと言われている詰めの城である。
高梨氏館の東側に位置する鴨ヶ嶽に築かれた。
慶長3年（1598年）、高梨氏館と共に廃城になったと伝えられている。
規模の大きな山城で、尾根続きの南側に支城である鎌ヶ嶽城がある。